# Вилна зона
За едноименния филм вижте Вилна зона (филм).
Вилна зона е вид селищно образувание, обикновено в регулация, където се строят жилища за почивка. Често вилните зони са в близост до или част от по-голямо населено място – село, град.
В България, съгласно Наредба № 5 от 2001 г. за правила и нормативи за устройство на територията, вилните зони, означени като Ов, са територии, предназначени за индивидуален отдих и временно обитаване. Те се обособяват върху част от територията на населено място или като самостоятелно селищно образувание. Определят се с устройствени схеми и общи устройствени планове на общините, а се устройват и застрояват въз основа на подробни устройствени планове. Площта на вилните имоти може да заема не повече от 80 на сто от общата площ на вилната зона. В отделни поземлени имоти във вилните зони, урегулирани с подробен устройствен план, могат да се разполагат при спазване на санитарно-хигиенните и противопожарните изисквания и норми:
1. магазини и заведения за хранене;
2. сгради за социални, здравни, културни, спортни и други обслужващи дейности;
3. малки хотели с до 40 легла, които не могат да заемат повече от 20 на сто от площта на вилната зона;
4. сгради, мрежи и съоръжения на техническата инфраструктура;
5. бензиностанции и газостанции.

Урегулираните поземлени имоти във вилните зони се застрояват с малка височина, плътност и интензивност при спазване на следните нормативи:
1. максимална плътност на застрояване (П застр.) – 20 на сто;
2. максимална интензивност на застрояване (К инт.) – 0,6;
3. минимална озеленена площ (П озел.) – 60 на сто;
4. максимална височина на вилната сграда – 7 м, а до билото на покрива – 10 м.

През 2005 г. в нормативната база за вилните зони са внесени следните изменения:
1. плътност на застрояване (П застр.) – до 40 на сто
2. интензивност на застрояване (К инт.) – до 0,8;
3. минимална озеленена площ (П озел.) – 50 на сто, като половината от нея трябва да бъде осигурена за озеленяване с дървесна растителност;
4. височина на вилната сграда – 7 м, а до билото на покрива – 10 м.

Жилищните помещения във вилни сгради и в подпокривното пространство на жилищни сгради трябва да имат светла височина най-малко 2,3 м в 50 на сто от площта им и най-малко 1,5 м в най-ниската им част.
Във височината на сградата не се включва височината на подпокривното пространство, ако остава зад равнината, проведена под 45 градуса спрямо хоризонта от линията на пресичане на фасадната плоскост с горната повърхност на корниза или стрехата, а при сгради без корнизи и без стрехи – от най-високата точка на ограждащите стени. В този случай котата на билото не може да превишава с повече от 3 метра котата на корниза, стрехата или ограждащата стена.
При наклон на покривната плоскост, по-голям от 45 градуса, към височината на сградата Н се добавя и височината на надвишението над равнината, проведена под 45 градуса.

## Вилни зони
София:
- Беловодски път
- Бонсови поляни
- Беликата
- Бункера
- Габаро - Азмото
- Градището
- Килиите
- Киноцентъра
- Косанин дол
- Ловджийска чешма
- Люлин
- Малинова долина - Герена
- Милкова кория
- Приплат
- Симеоново-Драгалевци
- Симеоново-изток
- Черният кос